# Melicope viticina
Melicope viticina är en vinruteväxtart som först beskrevs av Nathaniel Wallich och Wilhelm Sulpiz Kurz, och fick sitt nu gällande namn av Thomas Gordon Hartley. Melicope viticina ingår i släktet Melicope och familjen vinruteväxter. Inga underarter finns listade i Catalogue of Life.